# PalaWojtyla
Il PalaWojtyla è il principale impianto sportivo di Martina Franca. Concepito principalmente per la pratica della pallacanestro, esso può essere utilizzato all'occorrenza anche per le competizioni di calcio a 5 e di pallavolo. In occasione dei XX Giochi del Mediterraneo l'impianto verrà inoltre adeguato per ospitare le gare di judo e karate. Inaugurato nel 2004, comprende anche un parcheggio con 250 posti auto.

## Eventi
Il PalaWojtyla è designato per ospitare le gare di judo e karate dei XX Giochi del Mediterraneo.